# Lijst van Griekse kentekens

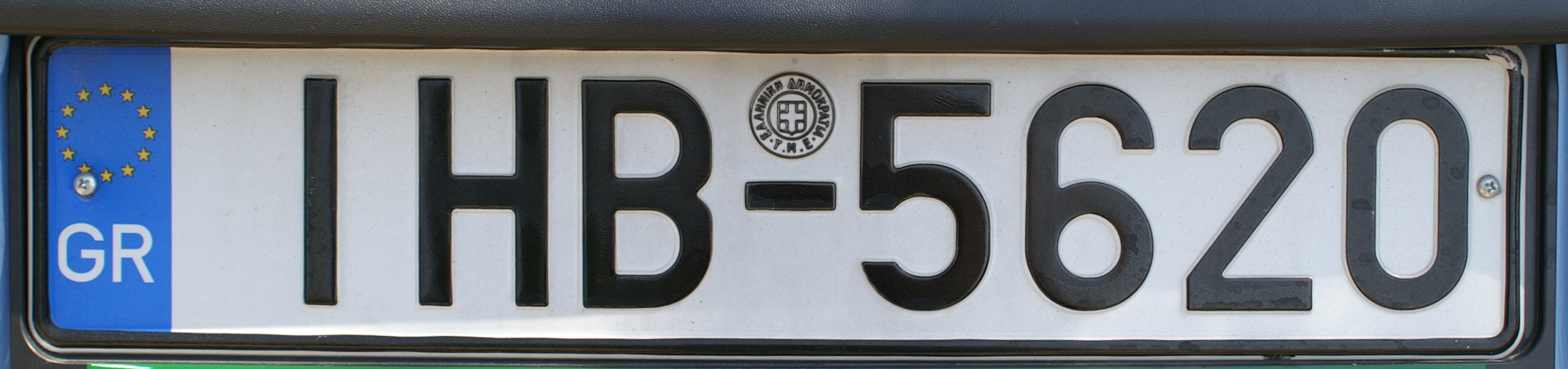

In deze lijst van Griekse kentekens wordt een overzicht gegeven van de kentekens in Griekenland. Griekse nummerplaten zijn wit met aan de linkerkant een blauw vlak met de Europese vlag en de letters GR in het wit. Op de witte plaat staan 3 letters, een horizontale streep en 4 cijfers, alle in het zwart. Alleen de letters uit het Griekse alfabet die gelijkvormig zijn met letters uit het Latijnse alfabet worden gebruikt. Dit zijn Α, Β, Ε, Ζ, Η, Ι, Κ, Μ, Ν, Ο, Ρ, Τ, Υ en Χ. Annex 2 van het Verdrag van Wenen inzake het wegverkeer, waarbij Griekenland partij is, verplicht namelijk het gebruik van Latijnse tekens op kentekenplaten.
De eerste 2 letters geven aan uit welke regio het voertuig komt.

## Griekse kentekens

### A
| Kenteken                                                 | Departement        | Stad              | Bijzonderheden |
| -------------------------------------------------------- | ------------------ | ----------------- | -------------- |
| ΑΒ                                                       | Kavala             | Kavala            | motorfietsen   |
| ΑΖ                                                       | Achaea             | Patras            |                |
| ΑΕ                                                       | Lasithi            | Agios Nikolaos    |                |
| ΑΗ                                                       | Xanthi             | Xanthi            |                |
| ΑΙ                                                       | Aitoloakarnania    | omgeving Agrinion |                |
| ΑΚ                                                       | Laconië            | Sparta            |                |
| ΑΜ                                                       | Fokida             | Amfissa           |                |
| ΑΜ [Ο, Ρ, Τ, Υ, Χ] (rode letters): belastingvrije auto's |                    |                   |                |
| ΑΝ                                                       | Lasithi            | Agios Nikolaos    |                |
| ΑΟ                                                       | Achaea             | Patras            | motorfietsen   |
| ΑΡ                                                       | Argolis (Argolida) | Nafplio           |                |
| ΑΤ                                                       | Arta               | Arta              |                |
| ΑΧ                                                       | Achaea             | Patras            |                |

### B

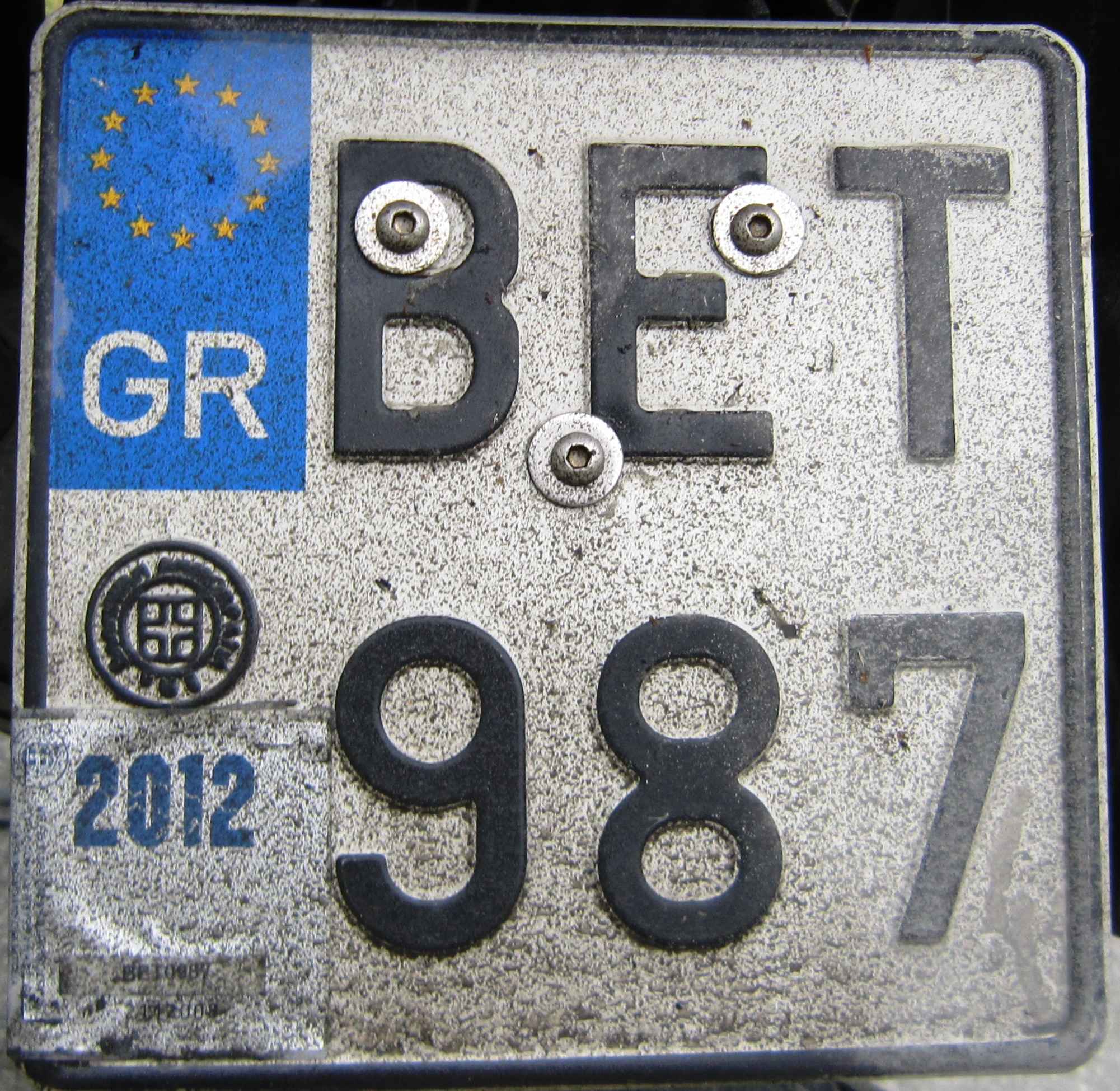
Motorfietskentekenplaat uit Piraeus

| Kenteken | Departement      | Stad     | Bijzonderheden                                                                           |
| -------- | ---------------- | -------- | ---------------------------------------------------------------------------------------- |
| ΒΒ       | Magnesia         | Volos    | motorfietsen                                                                             |
| ΒΕ       | Piraeus          |          | motorfietsen                                                                             |
| ΒΗ       | Piraeus          |          | motorfietsen                                                                             |
| ΒΙ       | Boeotië (Viotia) | Livadeia |                                                                                          |
| ΒΚ       | Oost-Attica      | Pallini  |                                                                                          |
| ΒΜ       | Oost-Attica      | Pallini  |                                                                                          |
| ΒΝ       | West-Attica      | Elefsina |                                                                                          |
| ΒΟ       | Magnesia         | Volos    | ΒΟΡ-platen werden destijds ook afgegeven voor auto's in Pella door gebrek aan ΕΕΚ-platen |
| ΒΡ       | West-Attica      | Elefsina |                                                                                          |
| ΒΤ       | Magnesia         | Volos    |                                                                                          |
| ΒΥ       | Boeotië (Viotia) | Livadeia |                                                                                          |
| ΒΧ       | Piraeus          |          | motorfietsen                                                                             |

### E

Vrachtwagens

| Kenteken                                                                                          | Departement         | Stad           | Bijzonderheden                                                                      |
| ------------------------------------------------------------------------------------------------- | ------------------- | -------------- | ----------------------------------------------------------------------------------- |
| ΕΑ                                                                                                | Dodecanese          | Kos            | motorfietsen                                                                        |
| ΕΒ                                                                                                | Evros               | Alexandroupoli |                                                                                     |
| ΕΕ                                                                                                | Pella (departement) | Edessa         |                                                                                     |
| ΕΗ                                                                                                | Euboea (Evia)       | Chalkida       | motorfietsen                                                                        |
| ΕΖ                                                                                                | Cycladen            | Ermoupoli      | motorfietsen                                                                        |
| ΕΚ [Α, Β, Ε] (2003/2004): vrachtwagens en andere voertuigen voor nationaal transport van goederen |                     |                |                                                                                     |
| ΕΜ                                                                                                | Cycladen            | Ermoupoli      |                                                                                     |
| ΕΡ                                                                                                | Serres              | Serres         |                                                                                     |
| ΕΤ                                                                                                | Korfoe (Kerkyra)    | Korfoe         | motorfietsen                                                                        |
| ΕΥ                                                                                                | Lefkada             | Lefkada        | ΕΥΑ-platen werden destijds afgegeven op het eiland Rodos door gebrek aan ΡΟΝ-platen |
| ΕΥ [Υ]: belastingvrije auto's van offshorebedrijven                                               |                     |                |                                                                                     |
| ΕΧ                                                                                                | Kilkis              | Kilkis         |                                                                                     |

### H
| Kenteken | Departement           | Stad        | Bijzonderheden                                                                                        |
| -------- | --------------------- | ----------- | --- |
| ΗΑ       | Ilia                  | Pyrgos      | |
| ΗΒ       | Athene                |             | motorfietsen                                                                                          |
| ΗΕ       | Ilia                  | Pyrgos      | |
| ΗΖ       | Iraklion              | Iraklion    | motorfietsen                                                                                          |
| ΗΗ       | Iraklion              | Iraklion    | motorfietsen                                                                                          |
| ΗΙ       | Iraklion              | Iraklion    | |
| ΗΚ       | Iraklion              | Iraklion    | ΗΚΗ- en ΗΚΖ-platen werden destijds ook afgegeven in de omgeving van Chania door gebrek aan ΧΝΜ-platen |
| ΗΜ       | Imathia               | Veria       | |
| ΗΝ       | Thesprotia            | Igoumenitsa | |
| ΗΟ       | Xanthi                | Xanthi      | motorfietsen                                                                                          |
| ΗΡ       | Iraklion              | Iraklion    | |
| ΗΤ       | Xanthi                | Xanthi      | |
| ΗΥ       | Phthiotis (Fthiotida) | Lamia       | |
| ΗΧ       | Imathia               | Veria       | |

### I

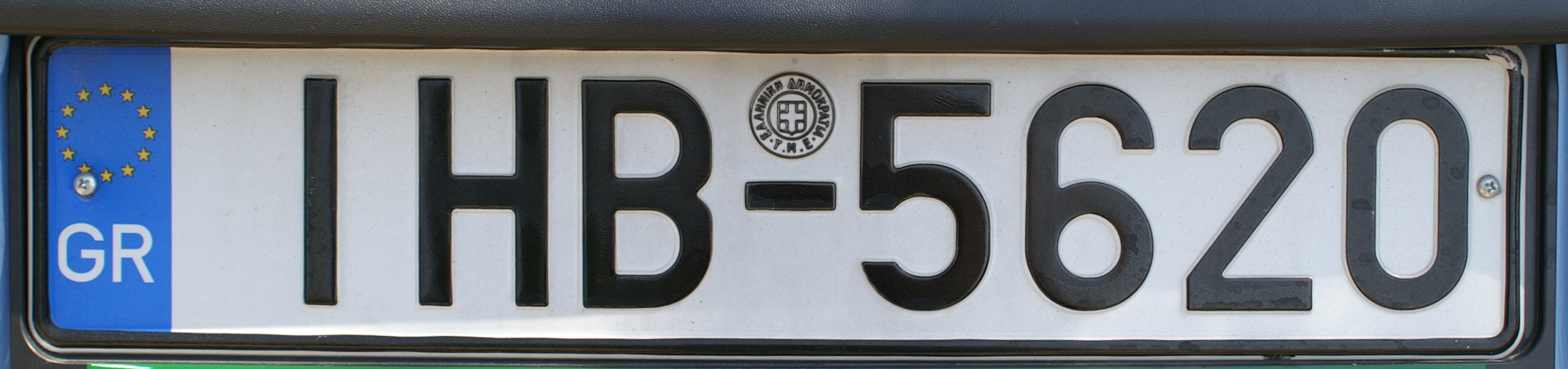
Autokentekenplaat uit Athene

| Kenteken                                                       | Departement | Stad     | Bijzonderheden                |
| -------------------------------------------------------------- | ----------- | -------- | ----------------------------- |
| ΙΑ                                                             |             |          |                               |
| ΙΑ [Α, Β, Ε] (geel): vrachtwagen voor internationaal transport |             |          |                               |
| ΙΒ                                                             | Athene      |          |                               |
| ΙΕ                                                             | Athene      |          |                               |
| ΙΖ                                                             | Athene      |          |                               |
| ΙΗ                                                             | Athene      |          |                               |
| ΙΙ                                                             | Ioannina    | Ioannina |                               |
| ΙΚ                                                             | Athene      |          |                               |
| ΙΜ                                                             | Athene      |          |                               |
| ΙΝ                                                             | Ioannina    | Ioannina |                               |
| ΙΟ                                                             | Athene      |          |                               |
| ΙΡ                                                             | Athene      |          | motorfietsen                  |
| ΙΤ                                                             | Athene      |          | motorfietsen                  |
| ΙΥ                                                             | Athene      |          | motorfietsen                  |
| ΙΧ                                                             |             |          | momenteel nog niet in gebruik |

### K

Overheid

| Kenteken                                     | Departement         | Stad      | Bijzonderheden                                                                                      |
| -------------------------------------------- | ------------------- | --------- | --------------------------------------------------------------------------------------------------- |
| ΚΑ                                           | Karditsa            | Karditsa  | |
| ΚΒ                                           | Kavala              | Kavala    | |
| ΚΕ                                           | Kefalonia en Ithaca | Argostoli | |
| ΚΖ                                           | Kozani              | Kozani    | |
| ΚΗ                                           | Evrytania           | Karpenisi | |
| ΚΗ [Ι, Ο, Υ] (oranje): overheidsauto's       |                     |           | |
| ΚΙ                                           | Kilkis              | Kilkis    | |
| KK                                           | Rhodopi             | Komotini  | motorfietsen                                                                                        |
| ΚΜ                                           | Messinia            | Kalamáta  | |
| ΚΝ                                           | Piëria              | Katerini  | |
| ΚΟ                                           | Rodopi (Rodopi)     | Komotini  | |
| ΚΡ                                           | Korinthe            | Korinthe  | |
| ΚΤ                                           | Kastoria            | Kastoria  | |
| ΚΥ                                           | Korfoe (Kerkyra)    | Korfoe    | |
| ΚΧ                                           | Dodecanese          | Kos       | ΚΧΑ-platen werden destijds ook afgegeven voor auto's op het eiland Rodos door gebrek aan ΡΟΖ-platen |
| ΚΧ [Υ] (rode letters): belastingvrije auto's |                     |           | |

### M

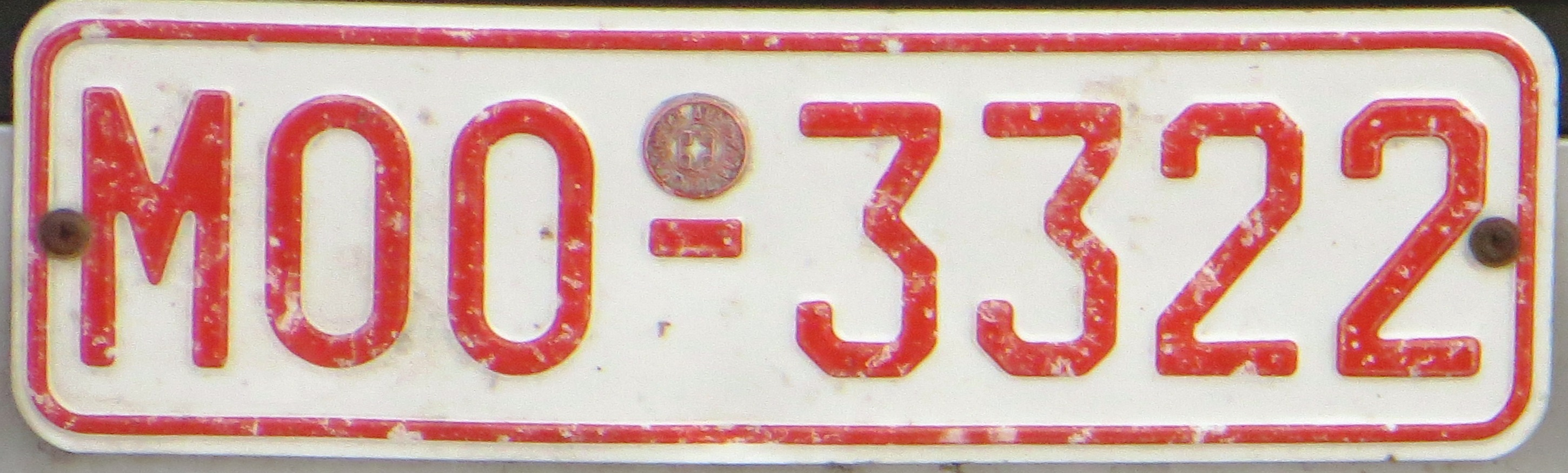
Belasting vrij

| Kenteken                                           | Departement of periferie-district | Stad            | Bijzonderheden |
| -------------------------------------------------- | --------------------------------- | --------------- | --- |
| ΜΑ                                                 | Chalkidiki                        | Polygyros       | |
| ΜΒ                                                 | Samos                             | Samos           | |
| ΜΕ                                                 | Etoloakarnania                    | Mesolongi       | |
| ΜΖ                                                 | Messenië                          | Kalamáta        | motorfietsen |
| ΜΗ                                                 | Lesbos                            | Myrina (Limnos) | |
| ΜΙ                                                 | Phthiotis (Fthiotida)             | Lamia           | |
| ΜΚ                                                 | Karditsa                          | Karditsa        | |
| ΜΜ                                                 | Pella                             | Edessa          | |
| ΜΝ                                                 | Kozani                            | Kozani          | |
| ΜΟ                                                 | Samos                             | Samos           | ΜΟΚ-, ΜΟΜ- en ΜΟΡ-platen werden destijds voor motorfietsen ook afgegeven op het eiland Rhodos door gebrek aan ΡΚΜ-platen |
| ΜΟ [Ι, Ο, Υ] (rode letters): belastingvrije auto's |                                   |                 | |
| ΜΡ                                                 | Laconië                           | Sparta          | |
| ΜΤ                                                 | Lesbos                            | Mytilini        | motorfietsen |
| ΜΥ                                                 | Lesbos (Lesvos)                   | Mytilini        | ΜΥΖ-platen werden destijds ook afgegeven voor auto's op het eiland Rodos door gebrek aan ΡΟΜ-platen                      |
| ΜΧ                                                 | Evros                             | Alexandroupoli  | |

### N
| Kenteken                                                                  | Departement  | Stad         | Bijzonderheden |
| ------------------------------------------------------------------------- | ------------ | ------------ | -------------- |
| ΝΑ                                                                        | Thessaloniki | Thessaloniki |                |
| ΝΒ                                                                        | Thessaloniki | Thessaloniki |                |
| ΝΕ                                                                        | Thessaloniki | Thessaloniki |                |
| ΝΖ                                                                        | Thessaloniki | Thessaloniki |                |
| ΝΗ                                                                        | Thessaloniki | Thessaloniki |                |
| ΝΙ                                                                        | Thessaloniki | Thessaloniki |                |
| ΝΚ                                                                        | Thessaloniki | Thessaloniki | motorfietsen   |
| ΝΜ                                                                        | Thessaloniki | Thessaloniki | motorfietsen   |
| ΝΝ                                                                        | Thessaloniki | Thessaloniki | motorfietsen   |
| ΝΟ                                                                        | Thessaloniki | Thessaloniki | motorfietsen   |
| ΝΡ                                                                        | Thessaloniki |              |                |
| ΝΤ                                                                        | Thessaloniki |              |                |
| ΝΥ                                                                        | Thessaloniki |              |                |
| ΝΧ                                                                        | Thessaloniki |              |                |
| ΝΧ [Α, Υ] (geel): vrachtwagens voor transport van goederen in Griekenland |              |              |                |

### O
| Kenteken | Departement | Stad               | Bijzonderheden |
| -------- | ----------- | ------------------ | -------------- |
| ΟΑ       | Athene      |                    | motorfietsen   |
| ΟΒ       | Athene      |                    | motorfietsen   |
| ΟΕ       | Athene      |                    | motorfietsen   |
| ΟΖ       | Athene      |                    |                |
| ΟΗ       | Athene      |                    | motorfietsen   |
| ΟΙ       | Athene      |                    | motorfietsen   |
| ΟΚ       | Athene      |                    | motorfietsen   |
| ΟΜ       | Athene      |                    | motorfietsen   |
| ΟΝ       | Athene      |                    |                |
| ΟΟ       | Athene      |                    |                |
| ΟΡ       | Evros       | omgeving Orestiada |                |
| ΟΤ       | Athene      |                    |                |
| ΟΥ       | Athene      |                    |                |
| ΟΧ       | Athene      |                    |                |

### P

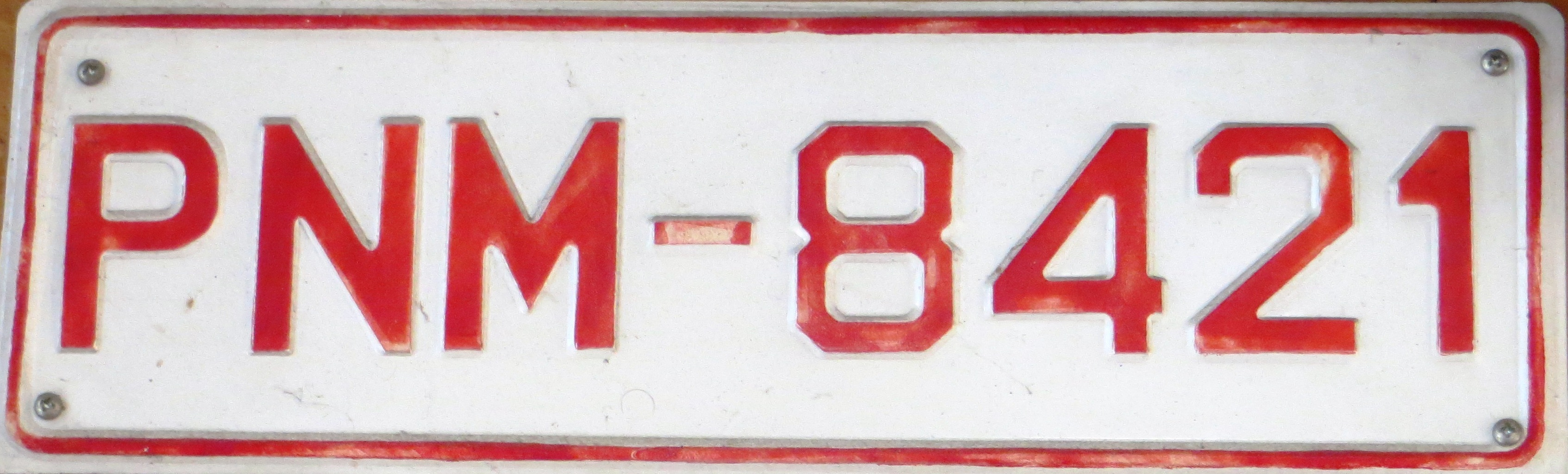
vrachtwagens

| Kenteken                                           | Departement | Stad          | Bijzonderheden |
| -------------------------------------------------- | ----------- | ------------- | -------------- |
| ΡΑ                                                 | Florina     | Florina       |                |
| ΡΑ [Ι, Ο, Υ] (rode letters): belastingvrije auto's |             |               |                |
| ΡΒ                                                 | Korinthe    | Korinthe      |                |
| ΡΕ                                                 | Rethimnon   | Rethimnon     |                |
| ΡΖ                                                 | Preveza     | Preveza       |                |
| ΡΗ                                                 | Rethimnon   | Rethimnon     |                |
| ΡΙ                                                 | Larissa     | Larissa       |                |
| ΡΚ                                                 | Dodecanese  | Rodos (Rodos) | motorfietsen   |
| ΡΜ                                                 | Drama       | Drama         |                |
| ΡΝ                                                 | Grevena     | Grevena       |                |
| ΡΝ [Ι, Μ, Ν, Ο, Ρ] (rode letters): vrachtwagens    |             |               |                |
| ΡΟ                                                 | Dodecanese  | (Rodos)       |                |
| ΡΡ                                                 | Larissa     | Larissa       |                |
| ΡΤ                                                 | Larissa     | Larissa       |                |
| ΡΥ                                                 | Dodecanese  | Rodos (Rodos) | motorfietsen   |
| ΡΧ                                                 | Dodecanese  | Rodos (Rodos) |                |

### T
| Kenteken                          | Departement        | Stad              | Bijzonderheden |
| --------------------------------- | ------------------ | ----------------- | -------------- |
| ΤΑ                                |                    |                   |                |
| ΤΑ [Α, Β, Ε, Ζ, Η] (geel): taxi's |                    |                   |                |
| ΤΒ                                | Korfoe (Kerkyra)   | Korfoe            |                |
| ΤΕ                                | Korfoe (Kerkyra)   | Korfoe            |                |
| ΤΖ                                | Piraeus            |                   |                |
| ΤΗ                                | Etolia-Akarnania   | omgeving Agrinion |                |
| ΤΙ                                | Piëria             | Katerini          |                |
| ΤΚ                                | Trikala            | Trikala           |                |
| ΤΜ                                | Argolis (Argolida) | Nafplio           |                |
| ΤΝ                                | Trikala            | Trikala           |                |
| ΤΟ                                | Drama              | Drama             |                |
| ΤΡ                                | Arcadië            | Tripolis          |                |
| ΤΤ                                | Rhodopi            |                   |                |
| ΤΥ                                | Chania             | Chania            | motorfietsen   |
| ΤΧ                                | Preveza            | Preveza           |                |

### X
| Kenteken | Departement   | Stad      | Bijzonderheden                                                                       |
| -------- | ------------- | --------- | ------------------------------------------------------------------------------------ |
| ΧΑ       | Euboea (Evia) | Chalkida  |                                                                                      |
| ΧΒ       | Chania        | Chania    | motorfietsen                                                                         |
| ΧΕ       | Athene        |           | motorfietsen                                                                         |
| ΧΖ       | Athene        |           | motorfietsen                                                                         |
| ΧΗ       | Athene        |           | motorfietsen                                                                         |
| ΧΙ       | Chios         | Chios     |                                                                                      |
| ΧΚ       | Chalkidiki    | Polygyros |                                                                                      |
| ΧΜ       | Athene        |           |                                                                                      |
| ΧΝ       | Chania        | Chania    | ΧΝΝ- en ΧΝΟ-platen waren bedoeld voor auto's, maar werden gebruikt voor motorfietsen |
| ΧΟ       | Chios         | Chios     |                                                                                      |
| ΧΡ       | Athene        |           | motorfietsen                                                                         |
| ΧΤ       | Athene        |           | motorfietsen                                                                         |
| ΧΥ       | Athene        |           | motorfietsen                                                                         |
| ΧΧ       | Athene        |           | motorfietsen                                                                         |

### Y
| Kenteken | Departement | Stad     | Bijzonderheden |
| -------- | ----------- | -------- | -------------- |
| ΥΑ       | Athene      |          |                |
| ΥΒ       | Athene      |          |                |
| ΥΕ       | Athene      |          |                |
| ΥΖ       | Athene      |          |                |
| ΥΗ       | Athene      |          |                |
| ΥΙ       | Piraeus     |          |                |
| ΥΚ       | Piraeus     |          |                |
| ΥΜ       | Piraeus     |          |                |
| ΥΝ       | Piraeus     |          |                |
| ΥΟ       | West-Attica | Elefsina |                |
| ΥΡ       | West-Attica | Elefsina |                |
| ΥΤ       | West-Attica | Elefsina |                |
| ΥΥ       | Oost-Attica | Pallini  |                |
| ΥΧ       | Oost-Attica | Pallini  |                |

### Z
| Kenteken | Departement  | Stad      | Bijzonderheden |
| -------- | ------------ | --------- | -------------- |
| ΖΑ       | Zakynthos    | Zakynthos |                |
| ΖΒ       | Zakynthos    | Zakynthos |                |
| ΖΕ       | Thessaloniki |           |                |
| ΖΖ       | Athene       |           |                |
| ΖΗ       | Athene       |           |                |
| ΖΙ       | Thessaloniki |           |                |
| ΖΚ       | Athene       |           |                |
| ΖΜ       | Athene       |           |                |
| ΖΝ       | Piraeus      |           | motorfietsen   |
| ΖΟ       | Thessaloniki |           |                |
| ΖΡ       | Piraeus      |           | motorfietsen   |
| ΖΤ       | West-Attica  | Elefsina  | motorfietsen   |
| ΖΥ       | Oost-Attica  | Pallini   |                |
| ΖΧ       | Oost-Attica  | Pallini   |                |

## Speciale kentekens
Voertuigen die toebehoren aan openbare diensten en aan de strijdkrachten maken gebruik van speciale nummerplaten met de volgende lettercombinaties gevolgd door cijfers:
| Letters | Omschrijving                                                                                  |  |
| ------- | --------------------------------------------------------------------------------------------- |  |
| ΑΝ.Π.   | (Ανάπηροι Πολέμου, Anapiroi Polemou) — Oorlogsinvalide (blauw)                                |  |
| ΔΟΚ     | (Δοκιμαστικές, Dokimastikes) — Nummerplaten voor testrit.                                     |  |
| ΔΣ      | (Διπλωματικό Σώμα, Diplomatiko Soma) — Corps diplomatique (e.g. ΔΣ 48 CD, ΔΣ 48-1 CD) (blauw) |  |
| ΞΑ      | (Ξένες Αποστολές, Xenes Apostoles) — Overige officiële buitenlandse vertegenwoordigers (geel) |  |
| Ε.Α.    | (Ελληνική Αστυνομία, Elliniki Astynomia) — Griekse politie                                    |  |
|         | of                                                                                            |  |
| ΕΛ.ΑΣ.  | (Ελληνική Αστυνομία, Elliniki Astynomia) — Griekse politie                                    |  |
| ΛΣ      | (Λιμενικό Σώμα, Limeniko Soma) — Kustwacht                                                    |  |
| ΕΣ      | (Ελληνικός Στρατός, Ellinikos Stratos) — Griekse leger                                        |  |
| ΠΑ      | (Πολεμική Αεροπορία, Polemiki Aeroporia) — Griekse luchtmacht                                 |  |
| ΠΝ      | (Πολεμικό Ναυτικό, Polemiko Naftiko) — Griekse marine                                         |  |
| ΠΣ      | (Πυροσβεστικό Σώμα, Pyrosvestiko Soma) — Brandweer                                            |  |
| ΠΚ      | (Πρόεδρος της Κυβέρνησης, Próedros tis Kyvérnisis) — President van Griekenland                |  |

De volgende platen worden gebruikt voor:

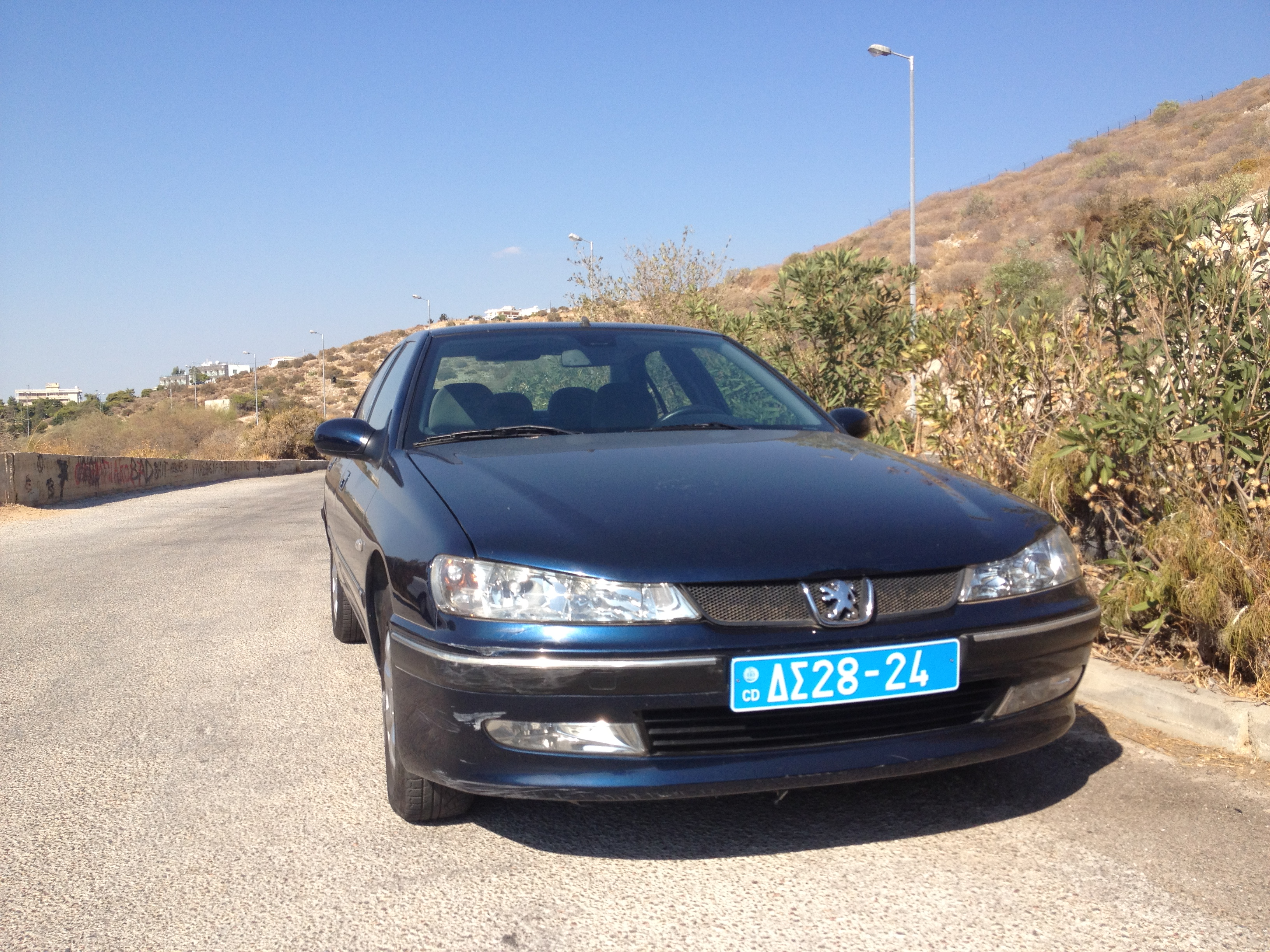
Peugeot 406 met kenmerkend blauw diplomatiek kenteken in Vouliagmeni, Athene

| Letters | Omschrijving                                                     |  |
| ------- | ---------------------------------------------------------------- |  |
| ΑΜ      | (Αγροτικά Μηχανήματα, Agrotika Mekhanemata) — Landbouwvoertuigen |  |
| ΚΥ      | (Κρατική Υπηρεσία, Kratiki Ypiresia) — Overheid                  |  |
| ΜΕ      | (Μηχανήματα Έργων, Mekhanimata Ergon) — Overheid (geel)          |  |
| P       | Trailer plaat                                                    |  |
| T       | EXPORT wit met groene cijfers en letters                         |  |
| TA      | TAXI                                                             |  |
|         | Handelaars plaat wit met rode cijfers en letters                 |  |
|         | ARMY plaat                                                       |  |